# FC Helsingborg
FC Helsingborg je jeden z nejznámějších švédských florbalových klubů hrající ve Švédské Superlize.

## Historie klubu
Klub byl založený roku 1979 ve městě Helsingborg, kde se též nachází domácí hala klubu s kapacitou 4700 diváků. Klub dosud vyhrál všechny šampionáty.

## Zajímavosti o klubu
Pro FC Helsingborg jsou typické dvě sady dresů. Pro domácí zápasy tým volí svou červenožlutou sadu, která se skládá z proužkované červenožluté košile a červených šortek. Naopak na zápasy mimo Helsingborg tým obléká svou modročernou soupravu dresů. Ta se skládá z modročerné proužkované košile a černých šortek.

## Známí hráči
- Milan Garčar (2012–2013)
- Mika Kohonen (2016–2018)
- David Rytych (2012–2013)
- Daniel Šebek (2017–2019)